# Jo Collins
Jo Collins, född 5 augusti 1945 i Lebanon, Oregon, USA, är en amerikansk fotomodell och skådespelare. Hon utsågs till herrtidningen Playboys Playmate of the Month för december 1964 och till Playmate of the Year för 1965.